# اسپیس‌اکس
کورپوریشن فناوری‌های اکتشاف فضایی (به انگلیسی: Space Exploration Technologies Corporation) یا اسپیس‌اکس، (به انگلیسی: SpaceX) یک شرکت فناوری آمریکایی است که در زمینه طراحی، توسعهٔ فناوری و ساخت محصولات صنایع هوافضایی و همچنین ارائه خدمات اکتشاف فضایی و مخابراتی فعالیت می‌کند. این کورپوریشن در سال ۲۰۰۲ در کالیفرنیا شکل گرفت و اکنون درحال گسترش است.
در ۳۰ مهٔ ۲۰۲۰ فضاپیمای کرو دراگون دمو ۲ به فضا پرتاب شد و برای نخستین بار دو فضانورد سازمان هوافضای آمریکا (ناسا) با یک فضاپیمای خصوصی راهی مدار زمین شدند. این نخستین بار از زمان بازنشستگی ناوگان شاتل ناسا در سال ۲۰۱۱ است که آمریکا توانسته فضانوردان را از خاک خود به فضا اعزام کند و به همین دلیل این پرتاب توجه بسیاری به خود جلب کرد. همچنین نخستین بار است که ناسا از یک شرکت خصوصی (اسپیس‌اکس) برای انتقال فضانوردان به مدار استفاده می‌کند.
در ۱۵ نوامبر ۲۰۲۰ ناسا برای بار دوم با به‌کارگیری فضاپیمایی که اسپیس‌اکس آن را ساخته‌است، سه فضانورد آمریکایی مایکل هاپکینز، ویکتور گلاور و شنون واکر، و یک فضانورد ژاپنی، سوئیچی ناگوچی را از از مرکز فضایی کندی در ایالت فلوریدا برای یک مأموریت شش‌ماهه به سوی ایستگاه فضایی بین‌المللی فرستاد.

## تاریخچه

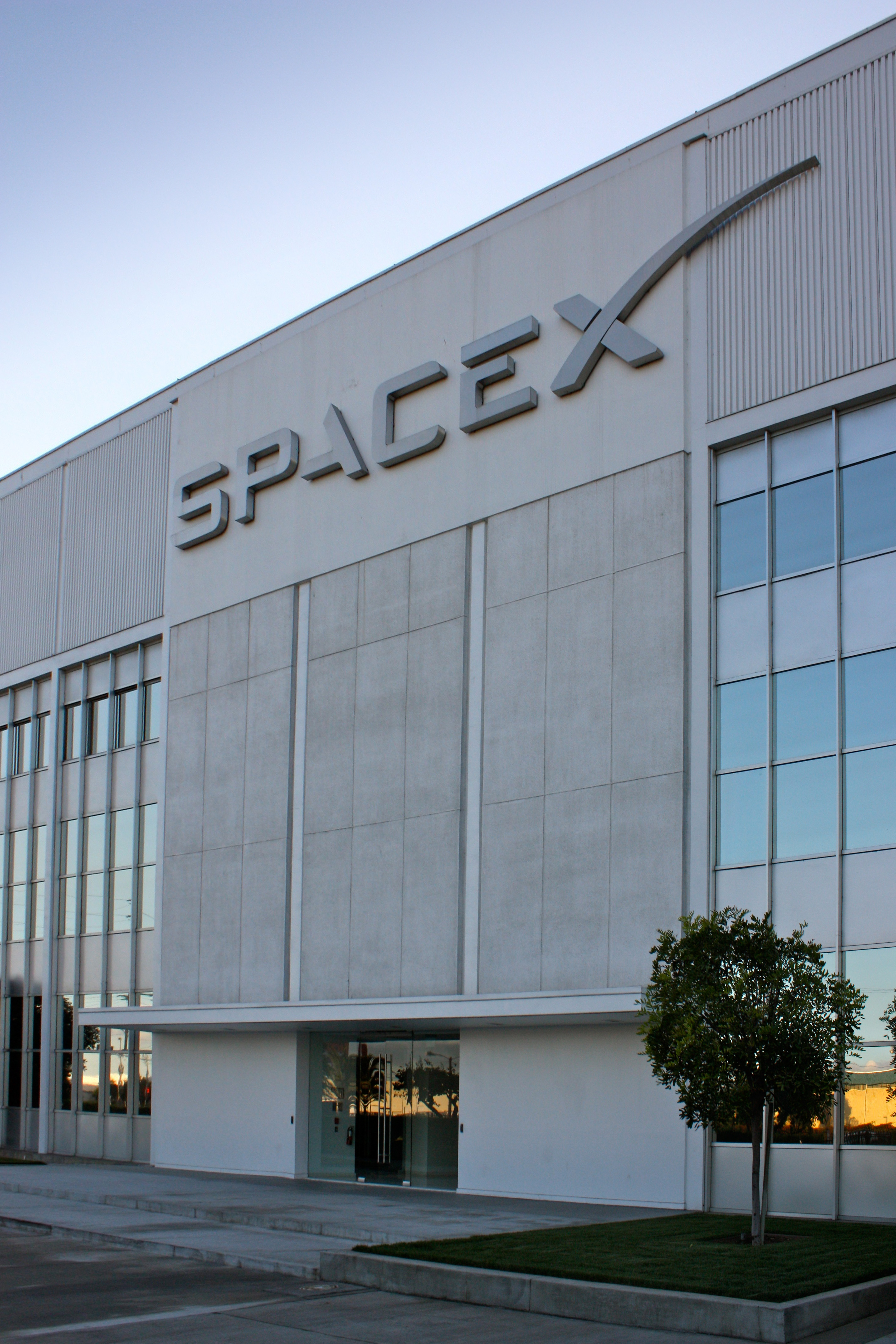
دفتر مرکزی پیشین در هاوتورن

### تأسیس و رشد
اسپیس‌اکس در ژوئن ۲۰۰۲ توسط ایلان ماسک بنیانگذار پی‌پل و تسلا موتورز تأسیس شد؛ زیرا او قصد داشت کارهایی بیشتر از بازنشستگی و کارهای انسان دوستانه با ثروتش بکند؛ همین‌طور دسترسی ارزان و قابل اعتماد به فضا یک فرصت تجاری بود که می‌توانست در ایالات متحده آمریکا به بهره‌برداری برسد. رؤیای او ساخت یک موشک قابل اطمینان نسبتاً ارزان بود که بتواند بارها به فضا برود و قابل به‌کارگیری دوباره باشد. در مارس ۲۰۰۶، ماسک ۱۰۰میلیون دلار از سرمایه خود را روی شرکت سرمایه‌گذاری کرد.
در ۴ اوت ۲۰۰۸، اسپیس‌اکس سرمایه ۲۰ میلیون دلاری از طرف «فاندرس فاند» را قبول کرد. در آغاز ۲۰۱۳ حدود دو سوم شرکت متعلق به مؤسس آن بود و ۷۰ میلیون سهم آن به ارزش ۸۷۵ میلیون دلار به وسیله سهام اختصاصی به‌دست آمده بود. که تقریباً تا فوریه ۲۰۱۲، اسپیس‌اکس ۱٫۳ میلیارد دلار ارزش داشت. پس از پرواز دراگون سی۲+ در می ۲۰۱۲، ارزش سهام خصوصی شرکت نزدیک به دو برابر شد به مقدار ۲٬۳ میلیارد دلار رسید.
در ۲۰۱۲، یک عرضه اولیه سهام (IPO) تا پایان ۲۰۱۳ حدی ممکن بود، اما پس از آن ماسک در ژوئن ۲۰۱۳ اعلام کرد که تصمیم دارد برای برگزاری هرگونه IPO تا پس از ترابری و اسکان بشر در مریخ و پرواز به‌طور منظم به آن، دست نگه دارد.
شرکت رشد بسیاری از زمان تأسیسش در ۲۰۰۲ کرده‌است، شمار کارمندان آن از ۱۶۰ در نوامبر ۲۰۰۵ به بیش از ۵۰۰ نفر در ژوئیه ۲۰۰۸ و بیش از ۱٬۱۰۰ نفر در ۲۰۱۱، ۱۸۰۰ در اوایل ۲۰۱۲، و ۳۰۰۰ نفر در اوایل ۲۰۱۳ رسید. در ماه اکتبر سال ۲۰۱۳، این شرکت به ۳۸۰۰ کارمند و پیمانکار رشد کرده بود.
در ژانویه ۲۰۰۵، اسپیس‌اکس ۱۰٪ از سهام اس‌اس‌تی‌ال را خرید.
در ۱۶ ژوئن ۲۰۰۹، اسپیس‌اکس گشایش دپارتمان ایمنی فضانورد و تضمین مأموریت را اعلام کرد. شرکت، فضانورد پیشین ناسا، کن باورساکس را برای نظارت بر این بخش به‌عنوان معاون رئیس شرکت استخدام کرد.
اسپیس‌اکس در واقع یک شرکت ترابری فضایی خصوصی است.

### اهداف
ماسک باور دارد هزینه بالای خدمات فضایی دیگران به دلیل بوروکراسی‌های غیرضروری آنان است. او یکی از ۱۰ هدف خود را کاهش هزینه و دسترسی قابل اطمینان به فضا اعلام کرده‌است. اسپیس‌اکس در ۸ دسامبر ۲۰۱۰، پس از بازگشت کپسول دراگون از یک پرواز دو مداری، تبدیل به نخستین شرکت خصوصی شد که توانسته‌است هر دو عملیات ارسال و دریافت سفینه فضایی از مدار را با موفقیت پشت سر بگذارد.

#### اسکان بشر در مریخ
برپایهٔ برنامهٔ اسپیس‌اکس، نخستین گروه از انسان‌ها در سال ۲۰۲۴ میلادی به مریخ فرستاده خواهند شد و در سال ۲۰۲۵ به آن سیاره خواهند رسید. پیش از آن، تجهیزات لازم برای اسکان بشر، هر دو سال یک‌بار به مریخ فرستاده خواهد شد که نخستین آن در سال ۲۰۱۸ میلادی بود. بدین ترتیب پایگاهی برای بقای انسان‌ها در مریخ ایجاد خواهد شد.

## فضاپیماها

### پرتابگرهای فضایی فالکون

از سمت چپ به راست، فالکون ۱, فالکون۹ وی۱٫۰, سه نگارش از فالکون وی۱٫۱, و دو نگارش از فالکون سنگین.

فالکون ۱ یک موشک کوچک با توانایی قرار دادن چندصد کیلوگرم در مدار نزدیک زمین بود. فالکون ۱، ۵ پرواز در طی ۲۰۰۶–۲۰۰۹ انجام داد. در ۲۸ سپتامبر ۲۰۰۸، فالکون ۱ پس از چهارمین تلاش، موفق به رسیدن به مدار شد و تبدیل به نخستین موشک با سرمایه خصوصی و سوخت مایع شد که قادر به انجام این کار شده بود. فالکون ۱ در ۱۳ ژوئیه ۲۰۰۹، در پنجمین پروازش موفق به حمل موفقیت‌آمیز نخستین محموله تجاری خود، ماهواره مالزیایی «رازک ست» و قرار دادن آن در مدار شد.
فالکون ۹ قادر به تحویل ۱۰٬۴۵۰ کیلوگرم (۲۳٬۰۰۰ پوند) به مدار است، و برای رقابت با موشک‌های دلتا ۴ و اتلس ۵ در نظر گرفته شده‌است. این موشک برای مرحله اول نه موتور مرلین دارد.
در ژوئن ۲۰۱۰، موشک فالکون ۹ در نخستین تلاشش موفق به رسیدن به مدار شد.

### دراگن

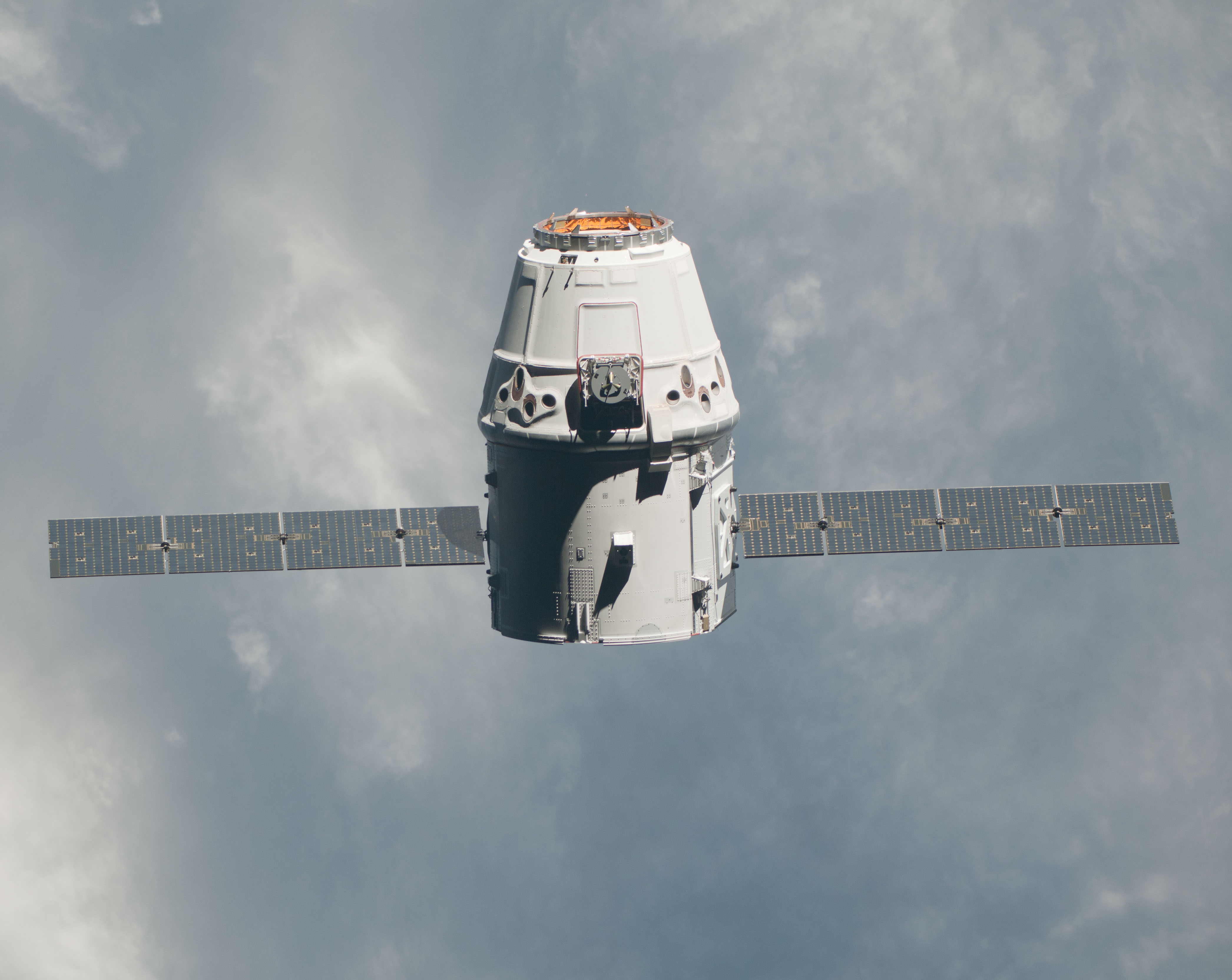
فضاپیمای دراگن در حال نزدیک شدن به ISS

در سال ۲۰۰۵، اسپیس‌اکس اعلام کرد که به دنبال یک برنامه فضایی مربوط به انسان تا پایان دهه است. فضاپیمای دراگن برای حمل ۷ فضانورد به مدار و فراتر از آن در نظر گرفته شده‌است. در سال ۲۰۱۴ فضاپیماهای پشتیبانی گونه «اژدها» (Dragon) به سوی ایستگاه فضایی بین‌المللی (آی‌اس‌اس) پرتاب شدند.

## همکاری‌های ناسا

### قراردادهای ترابری تجاری
در ۱۸ اوت ۲۰۰۶، ناسا اعلام کرد که اسپیس‌اکس برنده یک قرارداد خدمات ترابری تجاری مداری ناسا (سی‌اُ‌تی‌اس) برای نشان دادن تحویل محموله به ISS با یک گزینه ممکن برای انتقال خدمه شده‌است. این قرارداد، که توسط ناسا برای ارائه «سرمایه اولیه» برای توسعه تقویت‌کننده‌های جدید طراحی شده بود، ۲۷۸میلیون دلار برای توسعه پرتابگر فالکون ۹ به اسپیس‌اکس پرداخت شد، به همراه پرداخت‌های تشویقی که در سه پرتاب نمایشی به اوج نقاط عطف خود رسید.

### عملیات مفهومی «رد دراگن» مریخ
بجز برنامه‌های خصوصی اسپیس‌اکس برای فتح مریخ، در ژوئیه ۲۰۱۱، مرکز پژوهشی ایمز یک نمونه اولیه از مأموریت مریخ با هزینه پایین را توسعه داد که از موشک فالکون هوی به عنوان پرتابگر و فضاپیمای دراگن برای ورود به جو مریخ استفاده می‌کند. این طرح مفهومی که رد دراگن (به انگلیسی: Red Dragon) یا اژدهای سرخ نامیده می‌شود، برای جذب سرمایه به عنوان یک مأموریت اکتشافی ناسا، برای پرتاب در ۲۰۱۸ و رسیدن به مریخ در چند ماه پس تر، در ۲۰۱۲–۲۰۱۳ مطرح شد.
هزینه مأموریت به غیر از هزینه پرتاب آن، ۴۲۵ میلیون دلار پیش‌بینی شده‌است.

### تأمین نیازهای ایستگاه فضایی بین‌المللی

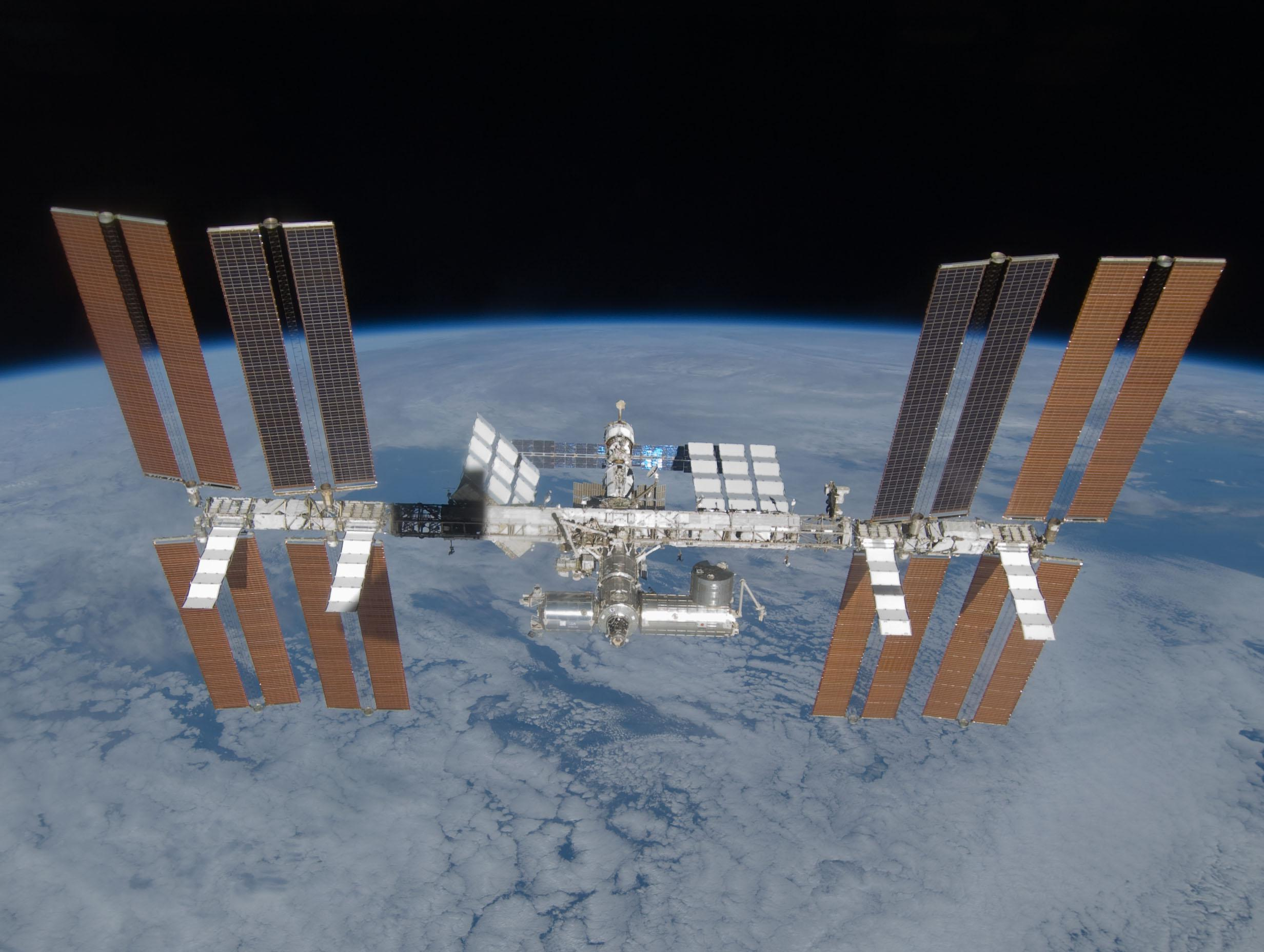

اسپیس‌اکس در کنار اوربیتال ساینسز کورپوریشن، نخستین شرکت بخش خصوصی است که نیازهای ایستگاه فضایی بین‌المللی را تأمین می‌کند. در سه شنبه ۲۲ مه ۲۰۱۲، اسپیس‌اکس اقلام مورد نیاز ایستگاه فضایی بین‌المللی را توسط فالکون ۹ با موفقیت به فضا پرتاب کرد. در سال ۲۰۱۴ نیز فضاپیماهای پشتیبانی گونه «اژدها» (Dragon) به سوی ایستگاه فضایی بین‌المللی (آی‌اس‌اس) پرتاب شدند.

## موتورهای موشک
از زمان تأسیس اسپیس‌اکس در ۲۰۰۲، این شرکت سه خانواده از موتور موشک را توسعه داده‌است — مرلین و کسترل برای شروع نیروی محرکه وسیله و دراگو آرسی‌اس برای کنترل پیشرانه. اسپیس‌اکس در حال توسعه دو موتور موشک دیگر به‌نام سوپردراکو و رَپتور است. مرلین یک خانواده از پیش‌ران‌های توسعه داده شده توسط اسپیس‌اکس برای استفاده در پرتابگرهای فالکون است. موتور مرلین از اکسیژن مایع و RP-1 به عنوان پیش‌ران در یک چرخه انرژی مولد گازی استفاده می‌کند. موتور مرلین در اصل برای بازیابی از طریق دریا و کاربرد دوباره طراحی شده‌است.